# فورت ورث (فیلم)
«فورت وورث» (انگلیسی: Fort Worth (film)) فیلمی در ژانر وسترن به کارگردانی ادوین ال مارین است که در سال ۱۹۵۱ منتشر شد. از بازیگران آن می‌توان به راندولف اسکات، دیوید برایان، امرسون تریسی و فیلیس ثکستر اشاره کرد.